# Шеовці
45°22′ пн. ш. 17°43′ сх. д. / 45.37° пн. ш. 17.71° сх. д.
Шеовці (хорв. Šeovci) — населений пункт у Хорватії, в Пожезько-Славонській жупанії у складі міста Пожега.

## Населення
Населення за даними перепису 2011 року становило 121 осіб.
Динаміка чисельності населення поселення:

## Клімат
Середня річна температура становить 11,11 °C, середня максимальна – 25,63 °C, а середня мінімальна – -6,07 °C. Середня річна кількість опадів – 809 мм.
| Клімат поселення                              | Клімат поселення | Клімат поселення | Клімат поселення | Клімат поселення | Клімат поселення | Клімат поселення | Клімат поселення | Клімат поселення | Клімат поселення | Клімат поселення | Клімат поселення | Клімат поселення | Клімат поселення |
| Показник                                      | Січ.             | Лют.             | Бер.             | Квіт.            | Трав.            | Черв.            | Лип.             | Серп.            | Вер.             | Жовт.            | Лист.            | Груд.            |                  |
| Середній максимум, °C                         | 5,94             | 8,26             | 12,85            | 17,31            | 22,49            | 25,63            | 25,32            | 24,50            | 20,48            | 15,29            | 9,60             | 5,50             |                  |
| Середня температура, °C                       | −0,08            | 2,24             | 6,84             | 11,31            | 16,47            | 19,63            | 21,34            | 20,53            | 16,53            | 11,32            | 5,61             | 1,52             |                  |
| Середній мінімум, °C                          | −6,07            | −3,76            | 0,84             | 5,30             | 10,47            | 13,62            | 17,37            | 16,54            | 12,53            | 7,34             | 1,63             | −2,43            |                  |
| Норма опадів, мм                              | 50               | 49               | 51               | 63               | 75               | 99               | 73               | 72               | 61               | 72               | 80               | 64               |                  |
| Середньомісячна швидкість вітру, м/с          | 1.89             | 2.14             | 2.44             | 2.38             | 2.11             | 1.98             | 1.90             | 1.76             | 1.74             | 1.78             | 1.88             | 1.94             |                  |
| Середньомісячна сонячна радіація, кДж/м²·день | 4301             | 6998             | 10856            | 15257            | 19299            | 21287            | 22223            | 20128            | 14874            | 9226             | 4852             | 3584             |                  |
| --------------------------------------------- | ---------------- | ---------------- | ---------------- | ---------------- | ---------------- | ---------------- | ---------------- | ---------------- | ---------------- | ---------------- | ---------------- | ---------------- | ---------------- |
| Джерело:                                      |                  |                  |                  |                  |                  |                  |                  |                  |                  |                  |                  |                  |                  |